# Міхалкін Володимир Михайлович
Володи́мир Миха́йлович Міха́лкін (біл. Уладзімір Міхайлавіч Міхалкін; 30 червня 1927 — 1 січня 2017) — радянський воєначальник, маршал артилерії (15.02.1989).

## Життєпис
Народився в місті Бобруйськ, нині — Могильовська область Білорусі, в родині офіцера-артилериста. Росіянин. Батько, Міхалкін Михайло Семенович, у подальшому — генерал-полковник артилерії. Здобув середню освіту.
З початком німецько-радянської війни добровільно вступив до лав РСЧА, завищивши свій справжній вік. У 1942 році в Ленінграді закінчив курси шоферів. Протягом війни обіймав посади шофера 74-ї штабної батареї управління командувача артилерією 42-ї армії, шофера 50-ї окремої штабної батареї управління командувача артилерією 21-ї армії. У грудні 1944 року закінчив короткочасні курси молодших лейтенантів, обіймав посаду ад'ютанта командувача артилерією 21-ї армії. Воював на Ленінградському і 1-му Українському фронтах.
У повоєнний час продовжив військову службу. Командував артилерійським взводом однієї з частин Ленінградського військового округу (ЛВО), з 1950 року — командир курсантського взводу в 1-му Ленінградському артилерійському училищі, яке закінчив екстерном у 1953 році. З 1953 року — командир батареї важких мінометів 2-ї гвардійської артилерійської дивізії прориву в ЛВО, згодом очолював дивізійну школу сержантів.
У 1962 році закінчив Артилерійську академію імені Ф. Е. Дзержинського. З 1962 року — заступник командира, з 1965 року — командир 87-го гвардійського самохідно-артилерійського полку 39-ї гвардійської мотострілецької дивізії в Групі радянських військ у Німеччині.
З 1968 року — командир ракетної бригади в Північно-Кавказькому військовому окрузі.
З червня 1970 по квітень 1974 року — командир 26-ї Сивасько-Штеттінської Червонопрапорної ордена Суворова артилерійської дивізії в Прикарпатському військовому окрузі (м. Тернопіль).
Тричі, у 1970, 1974 та 1983 роках, підвищував свою освіту на Вищих академічних курсах.
З квітня 1974 року — начальник ракетних військ і артилерії 7-ї танкової армії Білоруського військового округу, з 1976 року — командувач ракетними військами і артилерією Білоруського ВО.
З жовтня 1978 року — начальник штабу командувача ракетними військами і артилерією Сухопутних військ СРСР.
З 1983 по 1991 роки — командувач ракетними військами і артилерією Сухопутних військ СРСР.
У вересні 1991 року усунутий з посади, перебував у розпорядженні міністра оборони СРСР. У січні 1992 року відправлений у відставку.

## Військові звання
- 1968 рік — генерал-майор артилерії.
- 1982 рік — генерал-лейтенант артилерії.
- 1989 рік — маршал артилерії.

## Нагороди
- орден «За заслуги перед Вітчизною» 4-го ступеня (РФ, 09.05.2007).
- орден Олександра Невського (РФ, 2012).
- Орден Жукова (РФ).
- Орден Пошани (РФ, 23.09.2002).
- орден Жовтневої революції.
- ордени Вітчизняної війни 1-го (11.03.1985) та 2-го (25.02.1944) ступенів.
- орден Трудового Червоного Прапора.
- два ордени Червоної Зірки (13.07.1944,).
- орден «За службу Батьківщині у Збройних силах СРСР» 3-го ступеня.
- медаль «За відвагу» (29.07.1943).
- медаль «За бойові заслуги».
- інші медалі.
- нагороди іноземних держав.

## Твори
- Михалкин В. М. Маршальский жезл в солдатском ранце: воспоминания о службе военной. — М.: Книга и бизнес, 2003.